# 塞夫尼察

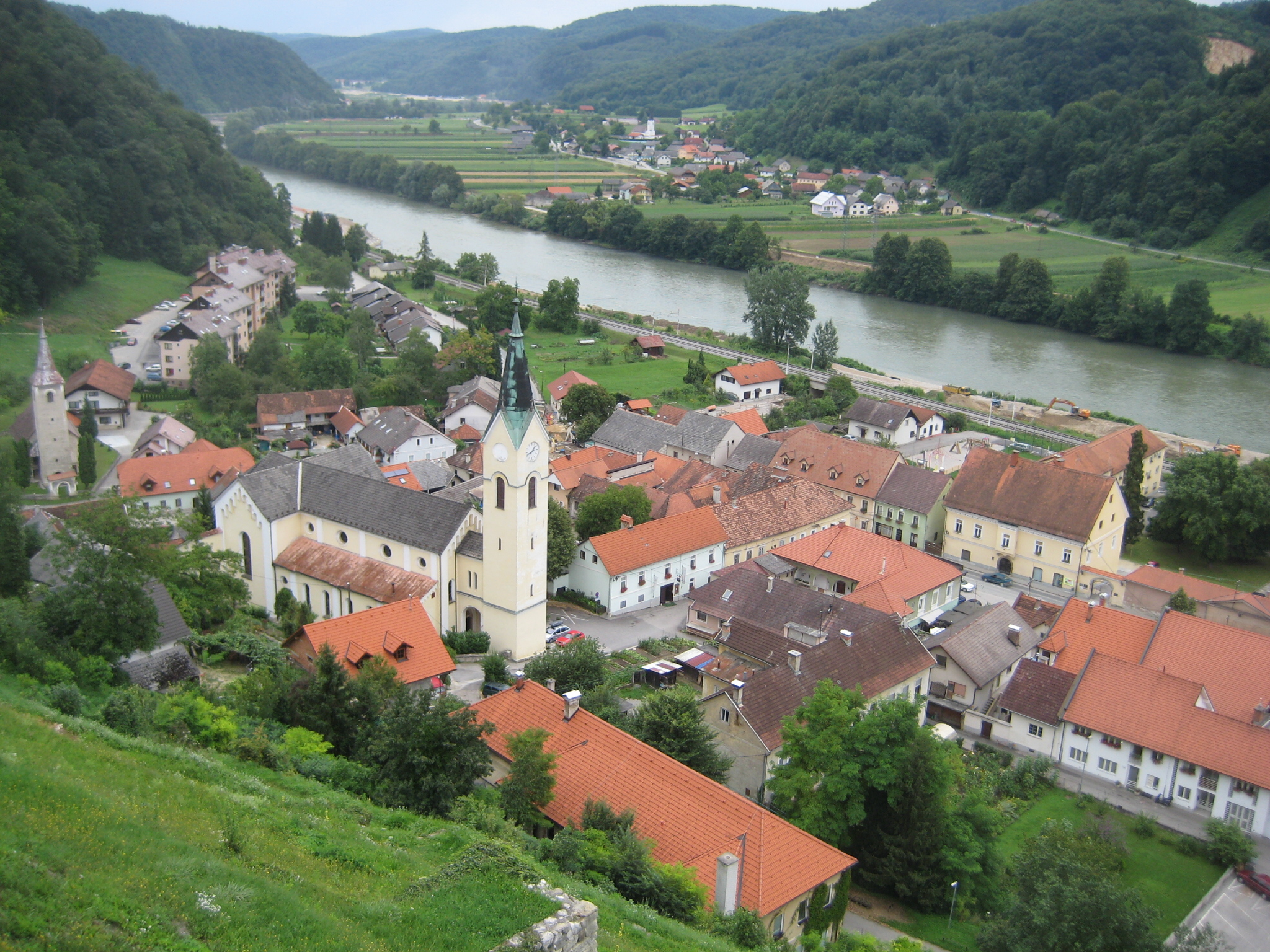
塞夫尼察

塞夫尼察是斯洛文尼亞中部塞夫尼察市鎮的城鎮及行政中心，位於薩瓦河左岸。城镇面積面积为5.0平方公里，2012年人口数量为4,993人。第二次世界大戰期間，該鎮被劃入納粹德國管治範圍。

## 外部連結
- 塞夫尼察市鎮官方网站 （页面存档备份，存于） （斯洛文尼亚文）
- Municipality of Sevnica on Geopedia （页面存档备份，存于）